# Okuri suzume

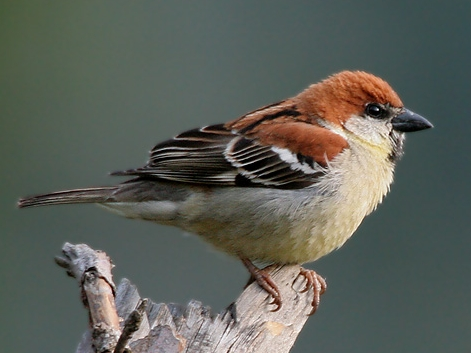
Der Rötelsperling, ein Gestaltungsvorbild für den Okuri suzume.

Der Okuri suzume (送り雀; „Geleit-Spatz“) ist ein fiktives Wesen des japanischen Volksglaubens. Er gehört zur Gruppe der Yōkai und weist einen ambivalenten Charakter auf.

## Beschreibung
Der Überlieferung nach soll der Okuri suzume in den ländlichen Provinzen der Insel Shikoku erscheinen und nachtaktiv sein. Obgleich er in der Gestalt und mit der Größe des gewöhnlichen Rötelsperlings oder der Maskenammer erscheint, soll sein gesamtes Gefieder so tiefschwarz sein, dass er noch in mondlosen Nächten gut zu sehen sei. Meist tritt er alleine auf, seltener paarweise. Der Okuri suzume hat zwei Seiten: einerseits begleitet er bestimmte, bösartige und als menschenfressend verschriene Yōkai und führt sie in die Nähe von einsamen, verirrten Wanderern. Andererseits eilt er gerne voraus und setzt sich auf die Schulter oder den Kopf des Auserkorenen. Sobald das Opfer den Sperling bemerke, soll es den Yōkai mit einem Zweig vertreiben oder erschlagen und umgehend die Flucht ergreifen. Am häufigsten soll sich der Okuri suzume mit den Wolfsdämonen Senbiki-ōkami (千疋狼; „Tausendwolf“) und Okuri-ōkami (送り狼; „Geleit-Wolf“) verbünden. Abweichende Überlieferungen berichten von Okuri suzume, die von magiekundigen Menschen oder Kami entsandt wurden, um zum Beispiel verirrte Angehörige oder Unschuldige vor einem Unheil zu warnen.

## Hintergründe
Das japanische Wort Okuri (送り) bedeutet eigentlich „entsenden/aussenden“, aber auch „begleiten/geleiten“. Der Yōkai wurde durch zwei Vogelarten inspiriert: Der Rötelsperling (Passer rutilans) gilt in Japan, wie andere Spatzenarten auch, eigentlich als invasiver Schwarmvogel. Als wirtschaftlicher Schädling gefürchtet, wird ihm seit jeher eine tragende Rolle als Unheilsbringer zugetragen. Im ländlichen Aberglauben heißt es daher, dass besonders Spatzen in Yōkai-Form das Werk schwarzer Magie oder das Resultat eines Fluches seien. Die Maskenammer (Emberiza spodocephala) inspirierte die Gestalt des Yōkai durch ihre für die Männchen typische „Räubermaske“ und ihr schrilles Piepsen, das ungewöhnlich metallisch klingt und an Alarmwecker erinnern soll. Unterschiedlichste Vogel-Yōkai treten nicht selten als Begleiter von Dämonen und/oder Ungeheuern oder als Unglücksboten in Erscheinung.